# Hejls (plaats)
Hejls is een plaats in de Deense regio Zuid-Denemarken, gemeente Kolding. De plaats telt 437 inwoners (2008). Het dorp ligt aan de voormalige spoorlijn Kolding - Hejlsminde. Het stationsgebouw is bewaard gebleven. 